# Банушич, Мария
Мария Банушич (хорв. Marija Banušić; род. 17 сентября 1995, Уппсала) — шведская футболистка хорватского происхождения, выступающая на позиции нападающей за итальянский клуб «Наполи». До перехода в него она играла за клубы «Линчёпинг», «Эскильстуна Юнайтед» и «Кристианстад» в шведском Дамаллсвенскане, проведя также сезон в английской Женской суперлиге Футбольной ассоциации за «Челси». Она дебютировала за женскую сборную Швеции в ноябре 2014 года. Ранее она носила имя Марединьо на своей футболке, прозвище, первоначально данное её отцом в честь бразильского футболиста Роналдиньо.

## Клубная карьера
В 2012 году Банушич забил 16 голов за клуб шведского Первого дивизиона «Сириус», чем привлекла к себе внимание клубов высшего шведского дивизиона, Дамаллсвенскана. Банушич произвела благоприятное впечатление вскоре после перехода в клуб «Кристианстад» в 2013 году. Её одноклубница и её землячка (уроженка Упсалы) Юсефин Эквист назвала её потенциальным игроком мирового класса (швед. varldsspelare), а тренер Элисабет Гуннарсдоттир объявила её самым большим талантом в истории шведского женского футбола.
Гол Банушич вывел «Кристианстад» вперёд в счёте в финале Кубка Швеции 2014 года, но команда в итоге потерпела поражение со счётом 1:2 от «Линчёпинга». После окончания сезона она решила покинуть «Кристианстад» и вернулась в Упсалу, где рассматривала несколько предложений от других клубов из Швеции и из-за рубежа. Банушич договорилась о трансфере в лондонский клуб «Челси» в январе 2015 года.
Банушич выходила в основном составе «Челси» в трёх из своих восьми матчей в чемпионате 2015 года, который клуб выиграл. Она числилась среди запасных в финале женского Кубка Англии 2015 года, в котором «Челси» со счётом 1:0 одолел «Ноттс Каунти». Финал этого турнира впервые прошёл на стадионе Уэмбли. Положение Банушич в команде стало ещё хуже, когда «Челси» побил британский трансферный рекорд, подписав контракт с Франческой Кёрби во время сезона.
В декабре 2015 года Банушич объявила, что вернётся в Швецию, чтобы играть за клуб Дамаллсвенскана «Эскильстуна Юнайтед» в 2016 году.

## Карьера в сборной
В июне 2013 года Банушич была включён в состав сборной Швеции её главным тренером Пиа Сундхаге на товарищеский матч с Бразилией, завершившийся ничьей со счётом 1:1. Она надеялась на маловероятный вызов в женскую сборную Швеции на чемпионат Европы 2013, но не получила его а и вместо этого отправилась на чемпионат Европы 2013 года среди девушек до 19 лет.
В ноябре 2014 года Банушич дебютировала в составе сборной Швеции в матче против Канады в Лос-Анджелесе. Матч, завершившийся поражением шведок со счётом 0:1, был сыгран без зрителей, но всё равно считался полноценным международным матчем ФИФА. Банушич была разочарована результатом, но довольна своей игрой после выхода на замену во втором тайме. Она также надеялась попасть в состав сборной на чемпионат мира 2015 года.